# Natació als Jocs Olímpics d'estiu de 2012 - 200 metres lliures femenins

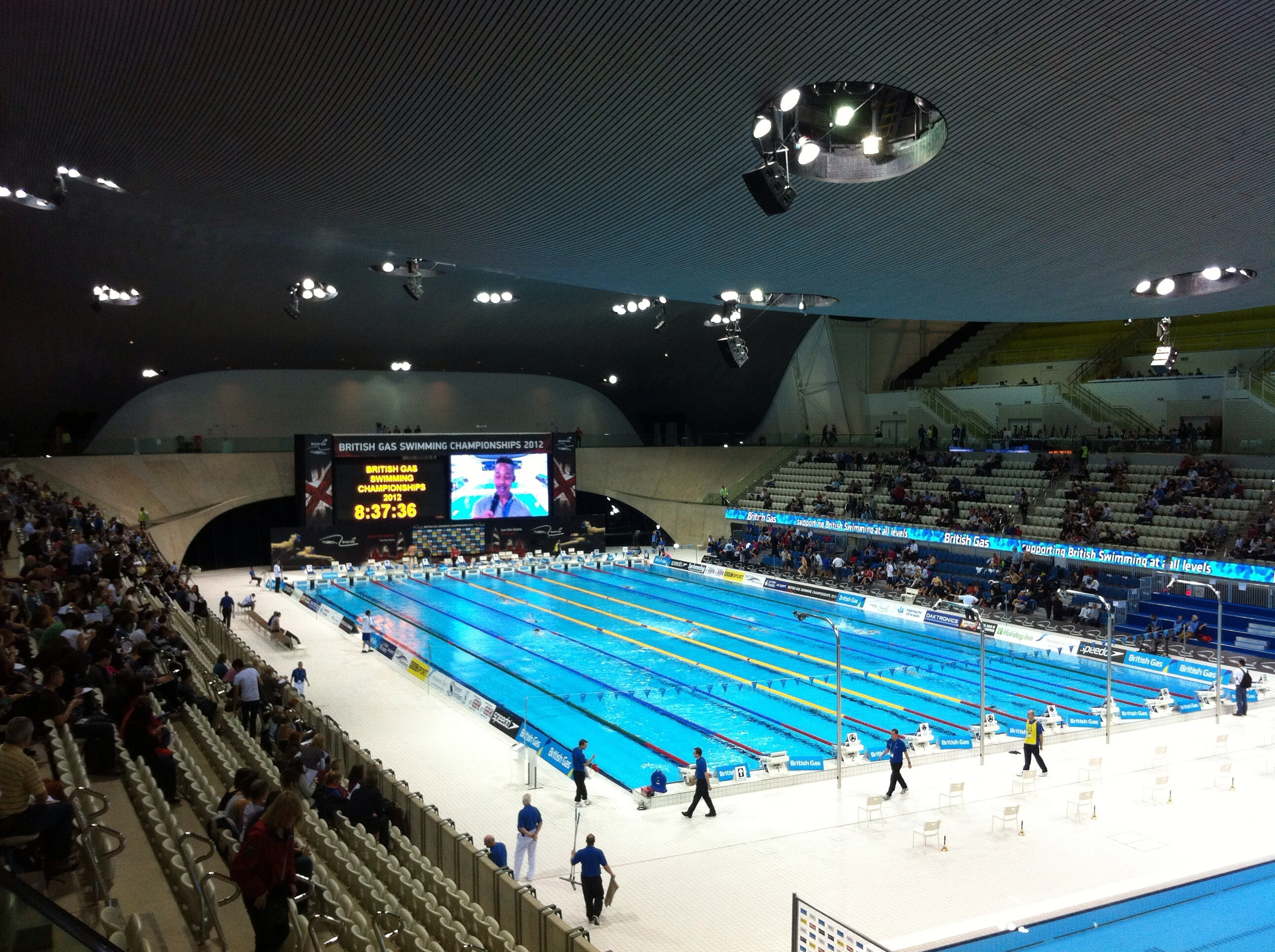
Centre aquàtic, seu de la competició olímpica.

La prova dels 200 metres lliures femenins dels Jocs Olímpics d'Estiu de 2012 es va disputar el 30 i 31 de juliol al London Aquatics Centre.

## Rècords
Abans de la prova els rècords del món i olímpic existents eren els següents:
| Rècord del món | 1:52.98 | Federica Pellegrini (ITA) | 29 de juliol de 2009 | Roma (Itàlia) | [ 2 ] |
| Rècord olímpic | 1:54.82 | Federica Pellegrini (ITA) | 13 d'agost de 2008   | Pequín (Xina) | -     |

Durant la prova es van batre els següents rècords:
| Data         | Prova | Nom                   | Temps   | Rècord |
| ------------ | ----- | --------------------- | ------- | ------ |
| 31 de juliol | Final | Allison Schmitt (USA) | 1:53.61 | OR     |

## Medallistes
| Or                    | Plata                | Bronze               |
| Allison Schmitt (USA) | Camille Muffat (FRA) | Bronte Barratt (AUS) |

## Resultats
| Pos | Sèrie | Línia | Nom                            | Temps   | Notes |
| --- | ----- | ----- | ------------------------------ | ------- | ----- |
| 1   | 3     | 5     | Federica Pellegrini (ITA)      | 1:57.16 | Q     |
| 2   | 5     | 4     | Allison Schmitt (USA)          | 1:57.33 | Q     |
| 3   | 3     | 4     | Missy Franklin (USA)           | 1:57.62 | Q     |
| =4  | 3     | 3     | Veronika Popova (RUS)          | 1:57.79 | Q     |
| =4  | 5     | 7     | Melanie Costa Schmid (ESP)     | 1:57.79 | Q     |
| 6   | 3     | 6     | Barbara Jardin (CAN)           | 1:57.92 | Q     |
| =7  | 5     | 5     | Sarah Sjöström (SWE)           | 1:58.03 | Q     |
| =7  | 4     | 2     | Caitlin McClatchey (GBR)       | 1:58.03 | Q     |
| 9   | 3     | 7     | Samantha Cheverton (CAN)       | 1:58.11 | Q     |
| 10  | 4     | 3     | Bronte Barratt (AUS)           | 1:58.12 | Q     |
| 11  | 5     | 3     | Kylie Palmer (AUS)             | 1:58.16 | Q     |
| 12  | 4     | 4     | Camille Muffat (FRA)           | 1:58.49 | Q     |
| 13  | 5     | 6     | Silke Lippok (GER)             | 1:58.59 | Q     |
| 14  | 4     | 6     | Wang Shijia (CHN)              | 1:58.73 | Q     |
| 15  | 4     | 1     | Hanae Ito (JPN)                | 1:58.93 | Q     |
| 16  | 5     | 1     | Sara Isaković (SVN)            | 1:58.96 | Q     |
| 17  | 3     | 2     | Rebecca Turner (GBR)           | 1:58.98 |       |
| 18  | 3     | 1     | Ophelie-Cyrielle Etienne (FRA) | 1:59.15 |       |
| 19  | 4     | 8     | Nina Rangelova (BUL)           | 1:59.21 | NR    |
| 20  | 5     | 8     | Karin Prinsloo (RSA)           | 1:59.24 |       |
| 21  | 4     | 7     | Song Wenyan (CHN)              | 1:59.47 |       |
| 22  | 5     | 2     | Ágnes Mutina (HUN)             | 1:59.56 |       |
| 23  | 3     | 8     | Sze Hang Yu (HKG)              | 1:59.92 |       |
| 24  | 2     | 5     | Pernille Blume (DEN)           | 2:00.91 |       |
| 25  | 2     | 6     | Camelia Potec (ROU)            | 2:01.15 |       |
| 26  | 2     | 2     | Liliana Ibanez (MEX)           | 2:01.36 |       |
| 27  | 2     | 1     | Anna Stylianou (CYP)           | 2:01.87 |       |
| 28  | 2     | 8     | Katarína Filová (SVK)          | 2:02.03 |       |
| 29  | 2     | 4     | Jördis Steinegger (AUT)        | 2:02.39 |       |
| 30  | 1     | 3     | Natthanan Junkrajang (THA)     | 2:02.49 |       |
| 31  | 1     | 5     | Danielle Villars (SUI)         | 2:03.55 |       |
| 32  | 2     | 7     | Hanna-Maria Seppälä (FIN)      | 2:04.21 |       |
| 33  | 1     | 4     | Baek Il-Joo (KOR)              | 2:04.32 |       |
| 34  | 1     | 6     | Heather Arseth (MRI)           | 2:07.81 |       |
| 35  | 1     | 2     | Aurelie Fanchette (SEY)        | 2:23.49 |       |
|     | 2     | 3     | Grainne Murphy (IRL)           | DNS     |       |
|     | 4     | 5     | Femke Heemskerk (NED)          | DNS     |       |

NR - Rècord nacional / DNS - No presentat

### Semifinal 1
| Pos | Línia | Nom                   | Temps   | Notes |
| --- | ----- | --------------------- | ------- | ----- |
| 1   | 2     | Bronte Barratt (AUS)  | 1:56.08 | Q     |
| 2   | 4     | Allison Schmitt (USA) | 1:56.15 | Q     |
| 3   | 7     | Camille Muffat (FRA)  | 1:56.18 | Q     |
| 4   | 5     | Veronika Popova (RUS) | 1:56.84 | Q     |
| 5   | 3     | Barbara Jardin (CAN)  | 1:57.91 |       |
| 6   | 6     | Sarah Sjöström (SWE)  | 1:58.12 |       |
| 7   | 8     | Sara Isaković (SVN)   | 1:58.47 |       |
| 8   | 1     | Wang Shijia (CHN)     | 1:58.63 |       |

### Semifinal 2
| Pos | Línia | Nom                       | Temps   | Notes |
| --- | ----- | ------------------------- | ------- | ----- |
| 1   | 4     | Federica Pellegrini (ITA) | 1:56.67 | Q     |
| 2   | 6     | Caitlin McClatchey (GBR)  | 1:57.33 | Q     |
| 3   | 7     | Kylie Palmer (AUS)        | 1:57.44 | Q     |
| 4   | 5     | Missy Franklin (USA)      | 1:57.57 | Q     |
| 5   | 3     | Melania Costa (ESP)       | 1:57.76 |       |
| 6   | 2     | Samantha Cheverton (CAN)  | 1:57.98 |       |
| 7   | 1     | Silke Lippok (GER)        | 1:58.24 |       |
| 8   | 8     | Hanae Ito (JPN)           | 1:59.62 |       |

### Final
| Pos               | Línia | Nom                       | Temps   | Notes  |
| ----------------- | ----- | ------------------------- | ------- | ------ |
| Medalla d'or      | 5     | Allison Schmitt (USA)     | 1:53.61 | OR, AM |
| Medalla de plata  | 3     | Camille Muffat (FRA)      | 1:55.58 |        |
| Medalla de bronze | 4     | Bronte Barratt (AUS)      | 1:55.81 |        |
| 4                 | 8     | Missy Franklin (USA)      | 1:55.82 |        |
| 5                 | 6     | Federica Pellegrini (ITA) | 1:56.73 |        |
| 6                 | 2     | Veronika Popova (RUS)     | 1:57.25 |        |
| 7                 | 7     | Caitlin McClatchey (GBR)  | 1:57.60 |        |
| 8                 | 1     | Kylie Palmer (AUS)        | 1:57.68 |        |

OR - Rècord olímpic / AM - Rècord d'Amèrica